# Gran Premio di superbike di Donington 1999
Il Gran Premio di Superbike di Donington 1999 è stato la terza prova su tredici del campionato mondiale Superbike 1999, disputato il 2 maggio sul circuito di Donington Park e ha visto la vittoria di Carl Fogarty in gara 1, mentre la gara 2 è stata vinta da Colin Edwards.
La vittoria nella gara valevole per il campionato mondiale Supersport è stata invece ottenuta da James Whitham.
In occasione di questa prova, si corse per la prima volta il campionato Europeo della classe Superstock, la prima gara della storia di questo campionato venne vinta da David Jefferies, sebbene la presenza di numerosi piloti di età superiore ai 24 anni (a cui per regolamento non venivano assegnati punti) fece assegnare i 25 punti (solitamente destinati al primo classificato) a Karl Harris (che concluse però sesto in gara).

## Risultati

### Gara 1

#### Arrivati al traguardo[4]
| Pos. | Nº  | Pilota               | Squadra              | Motocicletta | Giri | Tempo     | Griglia | Punti |
| ---- | --- | -------------------- | -------------------- | ------------ | ---- | --------- | ------- | ----- |
| 1º   | 1   | Carl Fogarty         | Ducati Performance   | Ducati       | 25   | 39:19.856 | 2º      | 25    |
| 2º   | 111 | Aaron Slight         | Castrol Honda        | Honda        | 25   | +0:03.430 | 6º      | 20    |
| 3º   | 5   | Colin Edwards        | Castrol Honda        | Honda        | 25   | +0:16.483 | 9º      | 16    |
| 4º   | 43  | Chris Walker         | Team Kawasaki        | Kawasaki     | 25   | +0:20.942 | 7º      | 13    |
| 5º   | 4   | Akira Yanagawa       | Kawasaki Racing      | Kawasaki     | 25   | +0:21.424 | 4º      | 11    |
| 6º   | 11  | Troy Corser          | Ducati Performance   | Ducati       | 25   | +0:24.487 | 3º      | 10    |
| 7º   | 46  | John Reynolds        | Reve Red Bull Ducati | Ducati       | 25   | +0:27.092 | 12º     | 9     |
| 8º   | 45  | Steve Hislop         | Team Kawasaki        | Kawasaki     | 25   | +0:28.978 | 11º     | 8     |
| 9º   | 48  | Sean Emmett          | Reve Red Bull Ducati | Ducati       | 25   | +0:34.962 | 13º     | 7     |
| 10º  | 41  | Noriyuki Haga        | Yamaha WSBK          | Yamaha       | 25   | +0:37.757 | 10º     | 6     |
| 11º  | 20  | Doriano Romboni      | R & D Racing         | Ducati       | 25   | +0:39.017 | 5º      | 5     |
| 12º  | 51  | Niall Mackenzie      | Virgin Yamaha        | Yamaha       | 25   | +0:39.325 | 14º     | 4     |
| 13º  | 21  | Katsuaki Fujiwara    | Suzuki Alstare F.S.  | Suzuki       | 25   | +1:02.626 | 17º     | 3     |
| 14º  | 15  | Igor Jerman          | Kawasaki Bertocchi   | Kawasaki     | 25   | +1:17.563 | 21º     | 2     |
| 15º  | 27  | Frédéric Protat      | Ducati France FP R.  | Ducati       | 25   | +1:34.368 | 23º     | 1     |
| 16º  | 22  | Vittoriano Guareschi | Yamaha WSBK          | Yamaha       | 25   | +1:35.687 | 16º     |       |
| 17º  | 39  | Alessandro Gramigni  | Valli Moto           | Yamaha       | 25   | +1:36.643 | 24º     |       |

#### Non classificato
| Nº | Pilota       | Squadra    | Motocicletta | Giri | Griglia |
| -- | ------------ | ---------- | ------------ | ---- | ------- |
| 38 | Lance Isaacs | Ducati NCR | Ducati       | 18   | 27º     |

#### Ritirati
| Nº | Pilota              | Squadra              | Motocicletta | Giri | Griglia |
| -- | ------------------- | -------------------- | ------------ | ---- | ------- |
| 9  | Peter Goddard       | Aprilia Rac.De Cecco | Aprilia      | 23   | 18º     |
| 24 | Vladimír Karban     | Karban Racing        | Suzuki       | 21   | 28º     |
| 18 | Carlos Macias       | Capill France Racing | Ducati       | 15   | 29º     |
| 55 | Mauro Lucchiari     | Gattolone Racing     | Yamaha       | 12   | 25º     |
| 7  | Pierfrancesco Chili | Suzuki Alstare F.S.  | Suzuki       | 11   | 1º      |
| 33 | Robert Ulm          | Kawa Bertocchi Gerin | Kawasaki     | 11   | 20º     |
| 26 | Jean Pierre Jeandat | White Endurance      | Honda        | 10   | 26º     |
| 50 | Marty Craggill      | Clarion Suzuki       | Suzuki       | 9    | 22º     |
| 42 | James Haydon        | Clarion Suzuki       | Suzuki       | 7    | 8º      |
| 6  | Gregorio Lavilla    | Kawasaki Racing      | Kawasaki     | 0    | 15º     |
| 19 | Lucio Pedercini     | Team Pedercini       | Ducati       | 0    | 19º     |

### Gara 2

#### Arrivati al traguardo[5]
| Pos. | Nº | Pilota              | Squadra              | Motocicletta | Giri | Tempo     | Griglia | Punti |
| ---- | -- | ------------------- | -------------------- | ------------ | ---- | --------- | ------- | ----- |
| 1º   | 5  | Colin Edwards       | Castrol Honda        | Honda        | 25   | 39:25.558 | 9º      | 25    |
| 2º   | 1  | Carl Fogarty        | Ducati Performance   | Ducati       | 25   | +0:04.213 | 2º      | 20    |
| 3º   | 11 | Troy Corser         | Ducati Performance   | Ducati       | 25   | +0:10.556 | 3º      | 16    |
| 4º   | 4  | Akira Yanagawa      | Kawasaki Racing      | Kawasaki     | 25   | +0:14.257 | 4º      | 13    |
| 5º   | 7  | Pierfrancesco Chili | Suzuki Alstare F.S.  | Suzuki       | 25   | +0:22.493 | 1º      | 11    |
| 6º   | 41 | Noriyuki Haga       | Yamaha WSBK          | Yamaha       | 25   | +0:27.940 | 10º     | 10    |
| 7º   | 46 | John Reynolds       | Reve Red Bull Ducati | Ducati       | 25   | +0:33.533 | 12º     | 9     |
| 8º   | 20 | Doriano Romboni     | R & D Racing         | Ducati       | 25   | +0:33.668 | 5º      | 8     |
| 9º   | 45 | Steve Hislop        | Team Kawasaki        | Kawasaki     | 25   | +0:34.512 | 11º     | 7     |
| 10º  | 51 | Niall Mackenzie     | Virgin Yamaha        | Yamaha       | 25   | +0:49.118 | 14º     | 6     |
| 11º  | 21 | Katsuaki Fujiwara   | Suzuki Alstare F.S.  | Suzuki       | 25   | +0:49.560 | 17º     | 5     |
| 12º  | 33 | Robert Ulm          | Kawa Bertocchi Gerin | Kawasaki     | 25   | +1:03.482 | 20º     | 4     |
| 13º  | 50 | Marty Craggill      | Clarion Suzuki       | Suzuki       | 25   | +1:14.224 | 22º     | 3     |
| 14º  | 39 | Alessandro Gramigni | Valli Moto           | Yamaha       | 25   | +1:14.525 | 24º     | 2     |
| 15º  | 27 | Frédéric Protat     | Ducati France FP R.  | Ducati       | 25   | +1:30.325 | 23º     | 1     |
| 16º  | 38 | Lance Isaacs        | Ducati NCR           | Ducati       | 25   | +1:31.934 | 27º     |       |
| 17º  | 55 | Mauro Lucchiari     | Gattolone Racing     | Yamaha       | 25   | +1:33.674 | 25º     |       |
| 18º  | 26 | Jean Pierre Jeandat | White Endurance      | Honda        | 22   | +3 giri   | 26º     |       |

#### Ritirati
| Nº  | Pilota               | Squadra              | Motocicletta | Giri | Griglia |
| --- | -------------------- | -------------------- | ------------ | ---- | ------- |
| 48  | Sean Emmett          | Reve Red Bull Ducati | Ducati       | 18   | 13º     |
| 111 | Aaron Slight         | Castrol Honda        | Honda        | 17   | 6º      |
| 43  | Chris Walker         | Team Kawasaki        | Kawasaki     | 13   | 7º      |
| 42  | James Haydon         | Clarion Suzuki       | Suzuki       | 11   | 8º      |
| 18  | Carlos Macias        | Capill France Racing | Ducati       | 11   | 29º     |
| 6   | Gregorio Lavilla     | Kawasaki Racing      | Kawasaki     | 7    | 15º     |
| 22  | Vittoriano Guareschi | Yamaha WSBK          | Yamaha       | 6    | 16º     |
| 19  | Lucio Pedercini      | Team Pedercini       | Ducati       | 5    | 19º     |
| 15  | Igor Jerman          | Kawasaki Bertocchi   | Kawasaki     | 5    | 21º     |
| 9   | Peter Goddard        | Aprilia Rac.De Cecco | Aprilia      | 0    | 18º     |
| 24  | Vladimír Karban      | Karban Racing        | Suzuki       | 0    | 28º     |

### Supersport

#### Arrivati al traguardo
| Pos. | Nº | Pilota                | Squadra              | Motocicletta | Giri | Tempo     | Punti |
| ---- | -- | --------------------- | -------------------- | ------------ | ---- | --------- | ----- |
| 1º   | 45 | James Whitham         | Yamaha Belgarda      | Yamaha       | 23   | 37'51.458 | 25    |
| 2º   | 3  | Stéphane Chambon      | Suzuki Alstare F.S.  | Suzuki       | 23   | +4.004    | 20    |
| 3º   | 12 | Iain MacPherson       | Kawasaki Racing      | Kawasaki     | 23   | +12.342   | 16    |
| 4º   | 21 | Jörg Teuchert         | Yamaha Deutschland   | Yamaha       | 23   | +15.572   | 13    |
| 5º   | 25 | William Costes        | Elf Honda France     | Honda        | 23   | +16.370   | 11    |
| 6º   | 7  | Piergiorgio Bontempi  | Yamaha Belgarda      | Yamaha       | 23   | +17.190   | 10    |
| 7º   | 6  | Cristiano Migliorati  | Endoug Metalsistem   | Suzuki       | 23   | +26.363   | 9     |
| 8º   | 52 | James Toseland        | Castrol Honda        | Honda        | 23   | +28.476   | 8     |
| 9º   | 60 | John Crawford         | Clarion Suzuki       | Suzuki       | 23   | +30.860   | 7     |
| 10º  | 27 | Roberto Panichi       | Bimota Exp. D.N.R.   | Bimota       | 23   | +31.859   | 6     |
| 11º  | 22 | Christian Kellner     | Yamaha Deutschland   | Yamaha       | 23   | +33.776   | 5     |
| 12º  | 63 | Ian Simpson           | Performance Bikes    | Honda        | 23   | +40.798   | 4     |
| 13º  | 18 | Camillo Mariottini    | Kawasaki Team Italia | Kawasaki     | 23   | +42.356   | 3     |
| 14º  | 26 | Roberto Teneggi       | DF Racing Carli D.   | Ducati       | 23   | +42.576   | 2     |
| 15º  | 31 | Vittorio Iannuzzo     | Lorenzini by Leoni   | Yamaha       | 23   | +43.036   | 1     |
| 16º  | 61 | Jim Moodie            | Castrol Honda        | Honda        | 23   | +43.249   |       |
| 17º  | 62 | Karl Muggeridge       | Castrol Honda        | Honda        | 23   | +49.271   |       |
| 18º  | 20 | Werner Daemen         | Yamaha Belgium       | Yamaha       | 23   | +54.080   |       |
| 19º  | 39 | David Muscat          | Ducati France Racing | Ducati       | 23   | +57.922   |       |
| 20º  | 42 | David Checa           | Yes Ducati NCR       | Ducati       | 23   | +1'06.070 |       |
| 21º  | 24 | Francesco Monaco      | X Racing             | Ducati       | 23   | +1'13.304 |       |
| 22º  | 55 | Michele Malatesta     | Red Devils Romanelli | Ducati       | 23   | +1'30.288 |       |
| 23º  | 30 | Giuseppe Fiorillo     | Monza Corse          | Suzuki       | 23   | +1'39.931 |       |
| 24º  | 16 | Sébastien Charpentier | Elf Honda France     | Honda        | 22   | +1 giro   |       |

#### Ritirati
| Nº | Pilota            | Squadra              | Motocicletta | Giri |
| -- | ----------------- | -------------------- | ------------ | ---- |
| 33 | Luca Conforti     | Kawasaki Team Italia | Kawasaki     | 18   |
| 29 | Davide Bulega     | Team Ghelfi          | Ducati       | 11   |
| 1  | Fabrizio Pirovano | Suzuki Alstare F.S.  | Suzuki       | 7    |
| 35 | Christophe Cogan  | BKM Racing           | Yamaha       | 7    |
| 34 | Yves Briguet      | Endoug Metalsistem   | Suzuki       | 6    |
| 87 | Tripp Nobles      | Garella - Rumi       | Honda        | 4    |
| 23 | Rubén Xaus        | Dee Cee Jeans Yamaha | Yamaha       | 1    |
| 4  | Paolo Casoli      | Ducati Performance   | Ducati       | 0    |
| 32 | David de Gea      | Ten Kate Arbizu      | Honda        | 0    |
| 17 | Pere Riba         | Castrol Honda        | Honda        | 0    |
| 8  | Wilco Zeelenberg  | Dee Cee Jeans Yamaha | Yamaha       | 0    |
| 69 | Serafino Foti     | Yes Ducati NCR       | Ducati       | 0    |

### Superstock
Fonte:  DONINGTON - April 30 - May 1-2, 1999SUPERSTOCK EUROPEAN CHAMPIONSHIP 1999, su sbk.perugiatiming.com (archiviato dall'url originale il 10 aprile 2014).
Vista la presenza di numerosi piloti di età superiore ai 24 anni (a cui per regolamento non venivano assegnati punti), l'assegnazione dei punti risulta sfalsata rispetto alle posizioni ottenute in gara. Inoltre Karl Harris, Jamie Morley e Marc Fissette ottennero rispettivamente 5, 3 e 1 punti suppletivi, in quanto primo, secondo e terzo nelle prove di qualificazione, escludendo sempre i piloti di età superiore i 24 anni (che non erano eleggibili per i punti neanche per le qualifiche).

#### Arrivati al traguardo
| Pos. | Nº | Pilota          | Squadra              | Motocicletta     | Giri | Tempo     | Punti gara | Punti qualifica |
| ---- | -- | --------------- | -------------------- | ---------------- | ---- | --------- | ---------- | --------------- |
| 1º   | 31 | David Jefferies | Allan Jefferies R.   | Yamaha YZF R1    | 15   | 25'10.053 |            |                 |
| 2º   | 9  | Mick Corrigan   | Nicromira Racing     | Yamaha YZF R1    | 15   | +3.736    |            |                 |
| 3º   | 15 | Simon Smith     | Blacks Bike Shop     | Yamaha YZF R1    | 15   | +11.795   |            |                 |
| 4º   | 35 | Ian Duffus      | Blacks Bikeshop      | Yamaha YZF R1    | 15   | +16.893   |            |                 |
| 5º   | 17 | Peter Graves    | Yamaha BT Phone      | Yamaha YZF R1    | 15   | +16.970   |            |                 |
| 6º   | 16 | Karl Harris     | GR Motosport         | Suzuki GSX 750 R | 15   | +32.983   | 25         | 5               |
| 7º   | 71 | Marc Fissette   | Marc Fisette Racing  | Suzuki GSX 750 R | 15   | +37.730   | 20         | 1               |
| 8º   | 72 | Howard Whitby   | Team R & R           | Honda CBR 600 F  | 15   | +38.226   |            |                 |
| 9º   | 62 | Jamie Morley    | Morley Jamie         | Suzuki GSX 600 R | 15   | +38.318   | 16         | 3               |
| 10º  | 3  | Paul Notman     | Gary Byrne R.        | Yamaha YZF R1    | 15   | +49.633   | 13         |                 |
| 11º  | 32 | David Higgins   | Genesis Rider Tra.   | Yamaha YZF R1    | 15   | +50.839   |            |                 |
| 12º  | 8  | James Ellison   | Castrol Honda        | Honda CBR 600 F  | 15   | +1'02.900 | 11         |                 |
| 13º  | 94 | Elliott Burgess | Sigma Performance    | Ducati 748 SPS   | 15   | +1'10.234 |            |                 |
| 14º  | 2  | Gary Byrne      | Gary Byrne R.        | Yamaha YZF R1    | 15   | +1'10.466 | 10         |                 |
| 15º  | 11 | Dario Tosolini  | Team Ettore Tosolini | Yamaha YZF R1    | 15   | +1'13.996 | 9          |                 |
| 16º  | 54 | Patrick Snowden | Team R & R           | Honda CBR 600 F  | 14   | +1 giro   |            |                 |
| 17º  | 4  | Niklas Carlberg | Lap Power Racing     | Suzuki TL 1000 S | 14   | +1 giro   | 8          |                 |

#### Ritirati
| Nº | Pilota             | Squadra              | Motocicletta     | Giri |
| -- | ------------------ | -------------------- | ---------------- | ---- |
| 29 | Ken Urwin          | Ken Urwin Motorcycle | Yamaha YZF R1    | 12   |
| 39 | Chris Satchwell    | Satchwell Chris      | Honda CBR 900    | 10   |
| 88 | Marty Nutt         | Nutt Marty           | Aprilia RSV 1000 | 8    |
| 38 | Mark Ditchfield    | No Limits R.         | Yamaha YZF R1    | 3    |
| 7  | Raffaello Fabbroni | Team Rumi            | Honda CBR 900 RR | 3    |
| 19 | Terry Colvill      | Colvill Terry        | Yamaha YZF R1    | 2    |
| 23 | Roki Read          | Read Racing          | Yamaha YZF R1    | 1    |
| 22 | Francis Williamson | Jack Lilley Racing   | Triumph T595 D.  | 0    |
| 18 | Kelvin Reilly      | Yamaha BT Phone      | Yamaha YZF R1    | 0    |
| 20 | Scott Martin       | Dynotech Performance | Yamaha YZF R1    | 0    |
| 33 | Steve Buxton       | Team Northpoint      | Aprilia RSV 1000 | 0    |
| 13 | Israel Sanchez     | Lozano Racing        | Yamaha YZF R1    | 0    |